# Alan Cariús
Alan Lima Cariús (Petrópolis, 4 aprile 1997) è un calciatore brasiliano, attaccante svincolato.

## Caratteristiche tecniche
È un'ala sinistra.

## Carriera
Cresciuto nel settore giovanile del Volta Redonda, ha debuttato in prima squadra il 31 gennaio 2015 in occasione dell'incontro del Campionato Carioca vinto 1-0 contro il Barra Mansa. Nel maggio seguente è stato ceduto in prestito al Flamengo dove ha giocato nella formazione Under-20 senza riuscire ad esordire nella prima divisione brasiliana. Negli anni seguenti è stato ceduto in prestito in Austria prima al LASK, dove è stato impiegato principalmente nella filiale dei Juniors OÖ, e poi nel Blau-Weiß Linz. Sul finire del 2019, dopo un prestito al Vila Nova dove ha debuttato in Série B, è rimasto svincolato, ed all'inizio dell'anno seguente si è accordato con il St. Pölten. Nel settembre successivo, dopo aver giocato 13 incontri e segnato due reti nella prima divisione austriaca, è stato acquistato dal Kasımpaşa.

## Palmarès

### Individuale
- Capocannoniere della Prima Divisione (Arabia Saudita): 1

2024-2025